# Tomas Kofoed-Nielsen
Tomas Kofoed-Nielsen født 1976 er en dansk atlet.
Kofoed-Nielsen er medlem af Københavns IF var frem til 2007 i FIF Hillerød, hans hoveddiscipliner er 110 meter hæk og længdespring og har nået flere medaljer ved de danske mesterskaber de senere år.
Kofoed-Nielsen er uddannet fysioterapeut fra Skodsborg fysioterapiskole og har haft studieophold ved Topidrætscenteret i Oslo. Han fik autorisation i januar 2008.

## Danske mesterskaber
- Bronze 2008 110 meter hæk
- Sølv 2008 længdespring inde
- Bronze 2006 længdespring 6,83
- Sølv 2005 længdespring 6,65
- Bronze 2005 femkamp 2729
- Sølv 2005 længdespring inde 6,68